# Diospyros saldanhae
Diospyros saldanhae är en tvåhjärtbladig växtart som beskrevs av André Joseph Guillaume Henri Kostermans. Diospyros saldanhae ingår i släktet Diospyros och familjen Ebenaceae. Inga underarter finns listade i Catalogue of Life.

## Bildgalleri

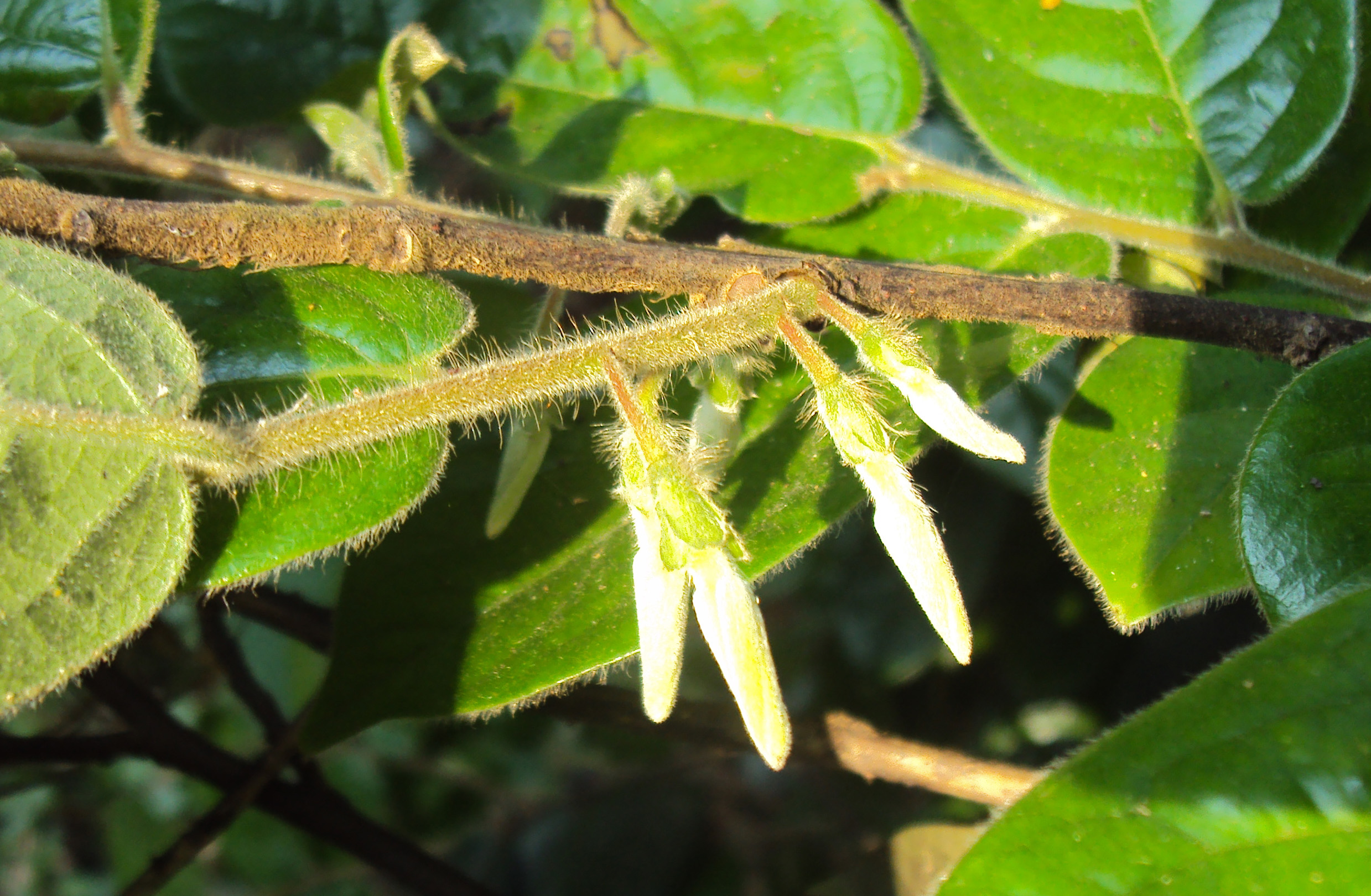
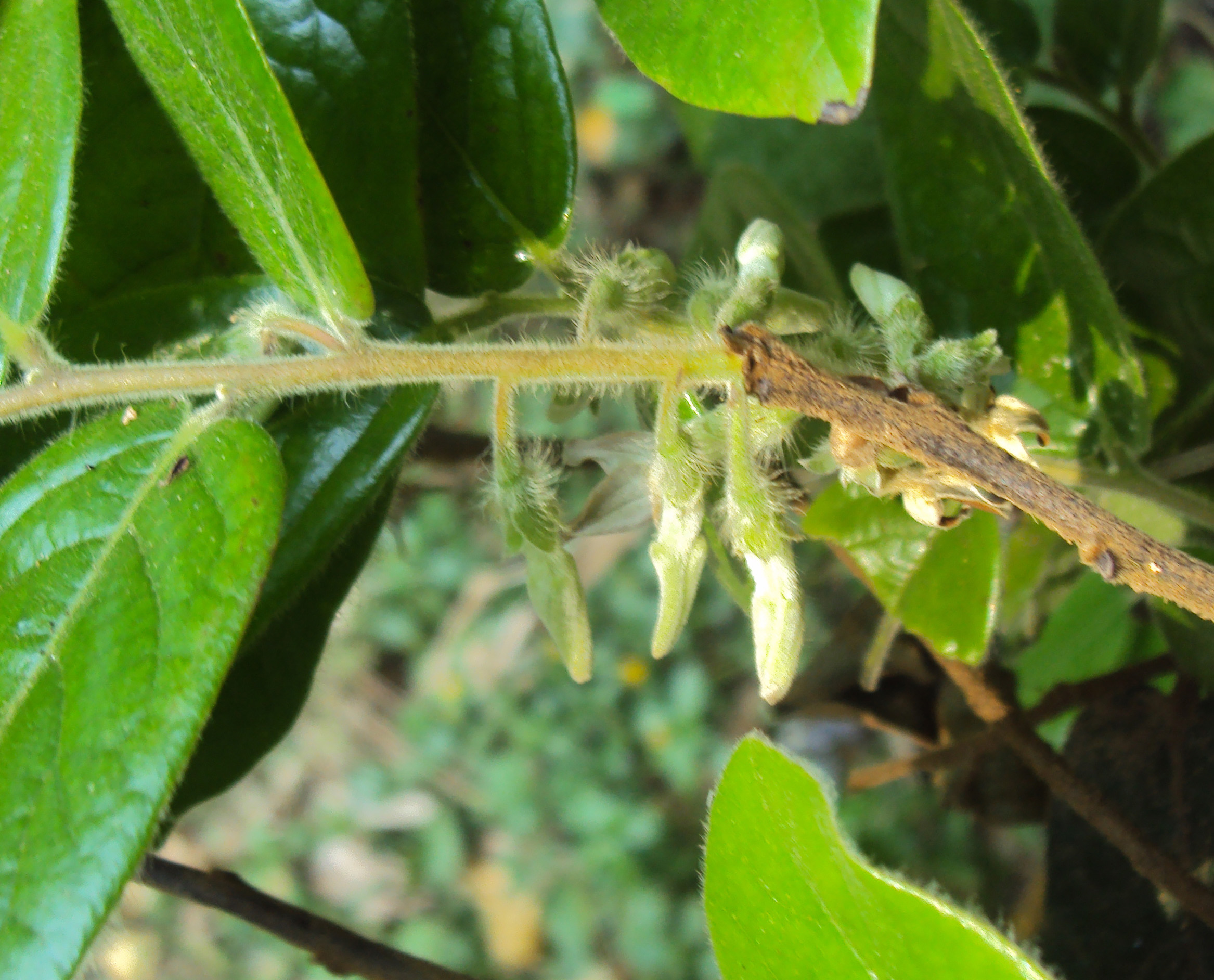
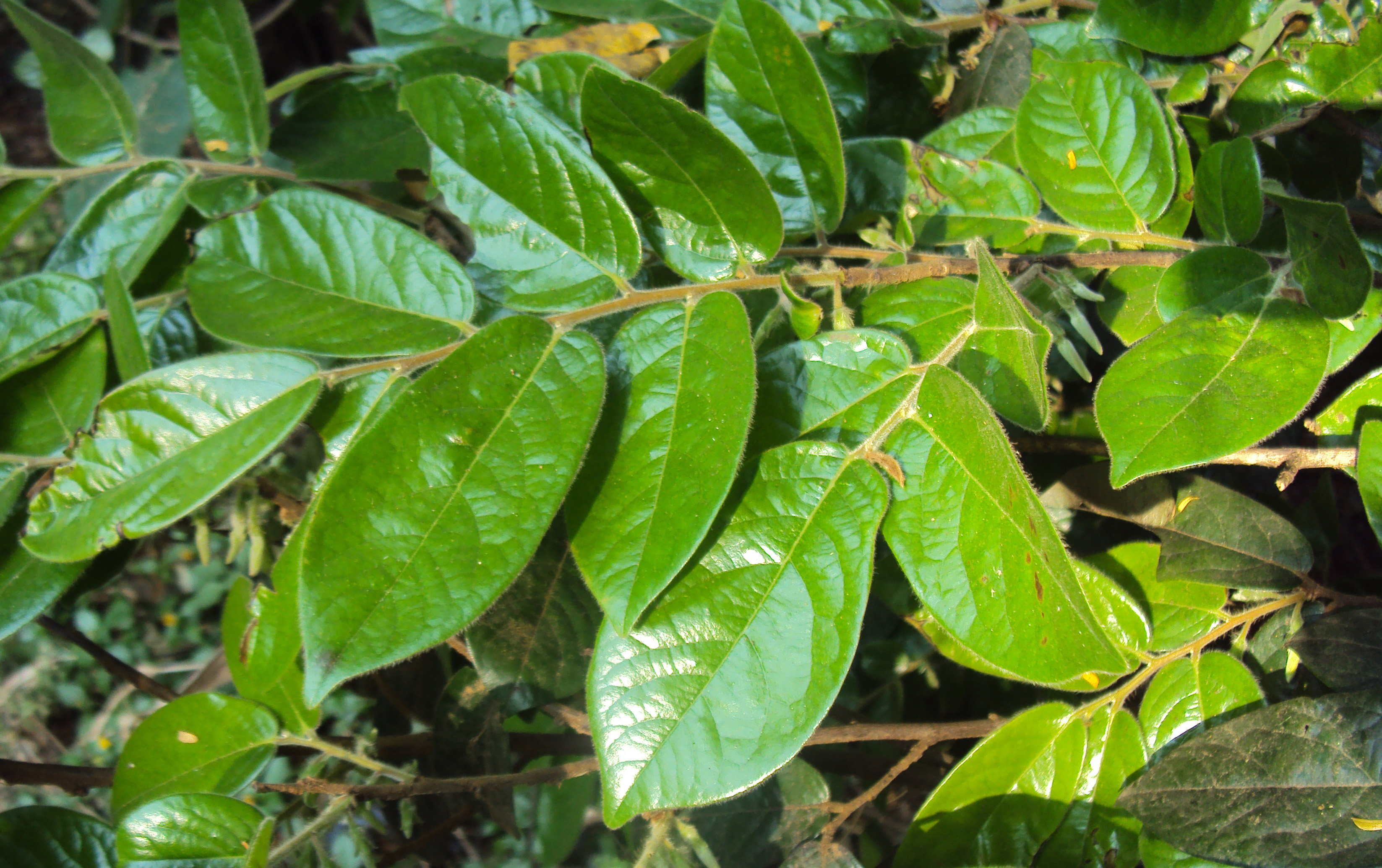
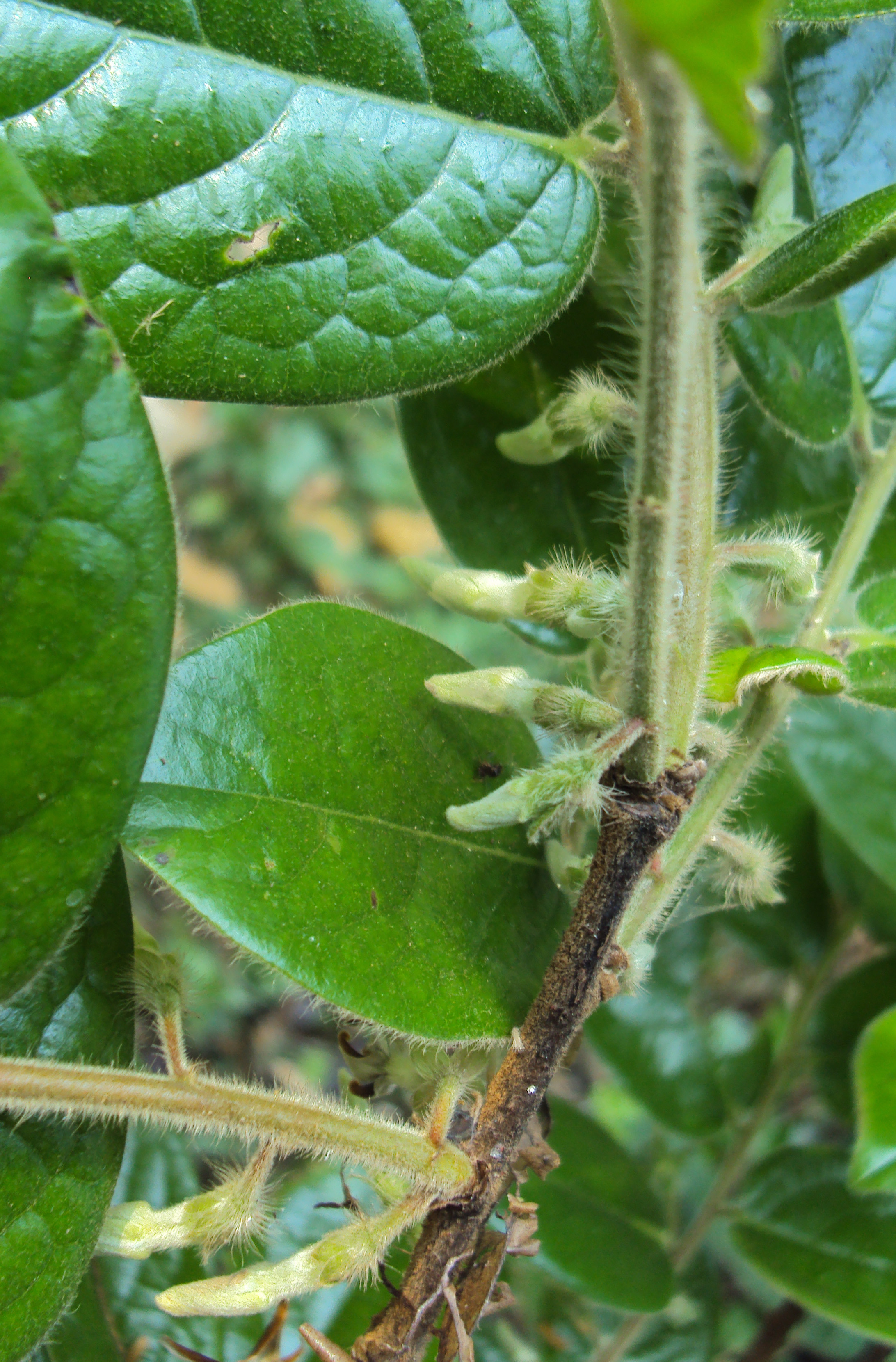